# تاریخچه انتخاباتی سید محمد خاتمی
خلاصه‌ای از تاریخچه انتخاباتی محمد خاتمی، سیاستمدار اصلاح طلب ایرانی که از سال ۱۹۹۷ تا ۲۰۰۵ رئیس‌جمهور ایران و از سال ۱۹۸۰ تا ۱۹۸۲ عضو مجلس شورای اسلامی از شهرستان اردکان بوده‌است.

## انتخابات مجلس

### ۱۳۵۹–۱۳۵۸
نماینده مردم با ۸۲٪ آرا

## وزارت
| مجلس | سال  | رای        | درصد  | معرفی شده توسط      |
| ---- | ---- | ---------- | ----- | ------------------- |
| اول  | ۱۹۸۲ | ۱۲۱ از ۱۷۰ | ۷۱٫۱۷ | میرحسین موسوی       |
| دوم  | ۱۹۸۶ | ۱۵۸ از ۲۰۵ | ۷۷٫۰۷ | میرحسین موسوی       |
| سوم  | ۱۹۸۸ | ۱۷۵ از ۲۴۷ | ۷۰٫۸۵ | میرحسین موسوی       |
| سوم  | ۱۹۸۹ | ۲۴۶ از ۲۶۰ | ۹۴٫۶۱ | اکبر هاشمی رفسنجانی |

## انتخابات ریاست جمهوری

### ۱۳۷۶
- سید محمد خاتمی ۲۰٫۰۷۸٫۱۷۸ رأی (۶۹٪)
- علی‌اکبر ناطق نوری ۷٫۲۴۲٫۸۵۹ رأی
- رضا زواره‌ای ۷۷۱٫۴۶۰ رأی
- محمد محمدی ری‌شهری ۷۴۴٫۲۰۵ رأی

### ۱۳۸۰
| سید محمد خاتمی | ۲۱٬۶۵۹٬۰۵۳ | ۷۷   |
| احمد توکلی     | ۴٬۳۹۳٬۵۴۴  | ۱۵٫۶ |
| علی شمخانی     | ۷۳۷٬۹۶۲    | ۲٫۶۲ |
| عبدالله جاسبی  | ۲۶۰٬۰۸۲    | ۰٫۹۲ |
| محمود کاشانی   | ۲۳۵٬۳۶۳    | ۰٫۸۴ |
| حسن غفوری فرد  | ۱۲۹٬۲۲۲    | ۰٫۴۶ |
| منصور رضوی     | ۱۱۴٬۳۲۷    | ۰٫۴۱ |
| شهاب الدین صدر | ؟          | ؟    |
| علی فلاحیان    | ۵۵٬۱۷۶     | ۰٫۲۰ |
| مصطفی هاشمی‌طبا | ۲۸٬۰۹۰     | ۰٫۱۰ |
| تعداد کل آرا   | ۲۸٫۰۸۱٫۹۳۰ | ۱۰۰  |
| منبع:          |            |      |